# Doramas
Doramas est un guerrier guanche et chef aborigène de l'île de la Grande Canarie, en Espagne, né en 1450 à Telde et mort en 1480 à Gáldar.

## Biographie
Doramas est connu pour avoir été l'un des principaux dirigeants de la résistance contre la conquête des Îles Canaries entreprise par les rois catholiques d'Espagne.
Originaire de Telde et appartenant à la classe roturière, sa renommée lui fait gravir l'échelle sociale jusqu'à devenir guayre, capitaine et membre de la noblesse insulaire.
Il meurt au combat en 1480 à Gáldar.